# كاورو ميزوكي
كاورو ميزوكي (باليابانية: 水木薫؛ بالكانا: みずき かおる) هي مؤدية صوت وممثلة يابانية، ولدت في 16 يونيو 1959 في يوكوهاما في اليابان.

## أعمال

### أفلام
- جو-أون: الحقد 2

## وصلات خارجية
- كاورو ميزوكي على موقع IMDb (الإنجليزية)
- كاورو ميزوكي على موقع روتن توميتوز (الإنجليزية)
- كاورو ميزوكي على موقع قاعدة بيانات الفيلم (الإنجليزية)